# Gertraud Schaar
Gertraud Schaar (* 12. Februar 1937 in Chemnitz; † 20. November 2014) war eine deutsche Textilgestalterin.

## Leben und Werk
Gertraud Schaar studierte von 1956 bis 1961 bei Willi Sitte, Irmgard Glauche und Lothar Zitzmann in der Fachrichtung Textil am Institut für künstlerische Werkgestaltung Burg Giebichenstein bzw. an der Hochschule für industrielle Formgestaltung Halle – Burg Giebichenstein mit dem Abschluss als Diplomformgestalterin (Textil). Von 1961 bis 1962 hatte sie an der Hochschule eine Aspirantur. Von 1964 bis 1967 leitete sie die Teppichmanufaktur der Schule, und von 1966 bis 1967 war sie Leiterin des Ateliers des VEB HAWEBA Hallesche Werkstätten für Webereierzeugnisse, des einzigen Spezialbetriebs der DDR für die manufakturmäßige Herstellung repräsentativer Bildteppiche. Danach arbeitete sie in Halle (Saale) freischaffend als Textilgestalterin. Sie schuf vor allem Wandteppiche und Rya-Knüpfteppiche und gehörte in der DDR zu den bedeutenden Künstlern dieses Fachs. In der Zeit der DDR war sie auf Ausstellungen im Inland und in der CSSR, der UdSSR, Schweden und Bulgarien vertreten.
1983 verließ sie die DDR und ging in die Bundesrepublik. Von der DDR wurde sie ausgebürgert.
Nach der deutschen Wiedervereinigung zog sich Gertraud Schaar zurück und arbeitete freiberuflich in Lieskau. Sie litt in ihren letzten Lebensjahren an einer schweren Krankheit.
Gertraud Schaar wurde in Halle auf dem Gertraudenfriedhof beigesetzt.

## Mitgliedschaften
- bis 1983: Verband Bildender Künstler der DDR
- ab 1983: GEDOK Wuppertal e.V.
- ab 1983: Bundesverband Bildender Künstlerinnen und Künstler BBK

## Ehrungen
- 1978: Kunstpreis der Stadt Halle/Saale
- Kunstpreis von Halle-Neustadt
- Diplom der Internationalen Triennale für Textil- und Faserkunst Riga

## Von Gertraud Schaar geschaffene Bildteppiche (Auswahl)
- Orangerie (1967, 308 × 355 cm; damaliges Interhotel Chemnitzer Hof in Karl-Marx-Stadt)
- Metamorphe Gesteinssammlung (1976, Knüpftechnik, 265 × 400 cm, für ein Betriebsferienheim in Büchenberg; auf der VIII. Kunstausstellung der DDR)
- Mensch im Universum (1976, 302 × 510 cm)[2]
- Die Post verbindet Menschen, Städte, Länder und Kontinente (1970, 220 × 565 cm; damals neu errichtetes Hauptpostamt Halle-Neustadt)

## Ausstellungen (unvollständig)

### Einzelausstellungen
- 1987: Beckum, Stadtmuseum, und Badenweiler, Stadtmuseum (Gobelins, Applikationen, Stickereien)
- 2001: Petersberg, Museum Petersberg[3]
- 2013: Groß Ammensleben, vormalige Klosterkirche (mit Cornelia Felsch und Babette Weidner)[4]

### Teilnahme an Ausstellungen
- 1967/1968, 1972/1973 und 1977/1978: Dresden, VI. Deutsche Kunstausstellung und VII. und VIII. Kunstausstellung der DDR
- 1969: Leipzig, Museum des Kunsthandwerks – Grassimuseum („Kunsthandwerk im Grassimuseum 1969/1970“)
- 1969 und 1979: Halle/Saale, Bezirkskunstausstellungen
- 1983: Berlin, Ausstellungszentrum am Fernsehturm („Textilminiaturen“)
- 2011: Merseburg: Willi-Sitte-Galerie („Der Hallesche Bildteppich“)[2]
- 1995: Wuppertal („Künstlerinnen der GEDOK“)
- 2016/2017: Halle/Saale, Kunstmuseum Moritzburg („Gewebte Träume - Der Bildteppich in Mitteldeutschland. Reflexionen auf Jean Lurç̜at“)